# Joachim Reinhardt
Joachim Reinhardt (* 1952; † 2016) war ein deutscher theoretischer Physiker. Er war Dozent (Akademischer Oberrat) am Institut für Theoretische Physik (ITP) der Goethe-Universität Frankfurt am Main.

## Leben
Reinhardt wurde 1979 an der Universität Frankfurt bei Walter Greiner promoviert (Dynamische Theorie der Erzeugung von Positronen in Stößen sehr schwerer Ionen). Er befasste sich mit Atomphysik schwerer Ionen und Quantenelektrodynamik in starken Feldern (zum Beispiel Elektron-Positron Paarerzeugung in Schwerionenstössen), verfasste mit Walter Greiner ein Lehrbuch der Quantenelektrodynamik und ist Ko-Autor eines Buchs über Neuronale Netze.
2000 war er maßgeblich am Umzug der drei Teil-Institute für Theoretische Physik auf den Campus Riedberg beteiligt und an der Gründung des Frankfurt Institute for Advanced Studies (FIAS), das anfangs beim ITP untergebracht war.

## Auszeichnungen
1989 erhielt Reinhardt den Röntgen-Preis.

## Schriften
- mit Walter Greiner: Theoretische Physik 7: Quantenelektrodynamik, 2. Auflage, Harri Deutsch 1995
  - Englische Ausgabe: Quantum Electrodynamics, 3. Auflage, Springer Verlag 2002
- mit Walter Greiner: Theoretische Physik 7A: Feldquantisierung, Harri Deutsch 1993 (englische Ausgabe Field Quantization, Springer Verlag 1996)
- mit Berndt Mueller, M. Strickland Neural Networks – An introduction, Springer Verlag, 2. Auflage 1995
- mit Greiner Überschwere Quasimoleküle – ihre Bedeutung für Atomphysik und Quantenelektrodynamik, Physik in unserer Zeit 7, 1976, 171–180
- mit Greiner: Quantum Electrodynamics of Strong Fields, Rep. Prog. Phys 40, 1977, 219–295
- mit Greiner Heavy Ion Atomic Physics (Theory), in D. A. Bromley (Herausgeber) Heavy Ion Science, vol. 5, Plenum Press, N.Y., 1985, S. 3–138
- mit Greiner Die Natur des Vakuums, superkritische Felder und Riesenkerne, Teil 1,2, Physikalische Blätter, Band 41, 1985, S. 38–43, 93–99, Teil 1, Teil 2